# Приходько, Пётр Фёдорович
Пётр Фёдорович Приходько (бел. Пятро Прыходзька; 25 февраля 1920 — 20 или 30 ноября 2006, Минск) — советский и белорусский поэт, переводчик, лауреат Литературной премии имени Аркадия Кулешова (1985). Инвалид Великой Отечественной войны.

## Биография
Пётр Фёдорович Приходько родился 25 февраля 1920 года в деревне Ольшево Хотимского района Могилёвской области, в крестьянской семье. В 1936 году работал управляющим делами Хотимского райкома комсомола. После окончания Могилёвской газетной партийной школы (1938 год) — ответственный секретарь Хотимской районной газеты «Колхозная Звезда». В 1939 году, после окончания Хотимской средней школы, поступил в Коммунистический институт журналистики имени С. М. Кирова в Минске.

### Служба в армии
В 1940 году призван в Советскую армию. В этот период Пётр очень сильно переживал, что больше не вернётся на родину.
| «В отрыве от родной литературы, от родного народа я не могу передать того, что сказал бы в своих песнях, в своих стихах на просторах земли родной. И если я не возвращусь в пределы милой Белоруссии, я пропаду как поэт». |

Эти слова — из письма, направленного в ЦК КПБ в июне 1946 года молодым фронтовиком Петром Приходько, служившим в то время в Чехословакии. Ему было суждено не только вернуться на родину, но и прожить долгую жизнь, отдав её служению своему народу. Приходько участвовал в боях на Брянском фронте, на Курской дуге, в освобождении Белоруссии, Польши, в боях за Берлин, за освобождение Праги.

### После войны
После войны, с 1947 года, работал в окружной газете «Во славу Родины» (Минск), других военных газетах. В 1953 году демобилизован. В 1956 году окончил Высшие литературные курсы в Москве. Работал в журнале «Беларусь» (1953—1954), газетах «Звязда» (1956—1957), «Литература и искусство» (1957—1961), на минской студии документальных фильмов (1961—1966). В 1967—1971 годах — редактор издательства «Беларусь», в 1972—1979 — старший редактор издательства «Художественная литература». Член Союза писателей СССР с 1947 года. Награждён двумя орденами Красной Звезды, двумя орденами Отечественной войны II степени и медалями. Умер 20 или 30 ноября 2006 года.

### Творчество
Первое стихотворение опубликовал в 1936 году (Хотимская районная газета «Колхозная Звезда»), в республиканской печати выступил в 1937 (газета «Красная смена»). Автор сборников поэзии «Голос сердца» (1947), «Солдаты мира» (1951), «Утро над Эльбой» (1952), «После прощания» [1958), «Тёплый каравай» (1960), «Вишнёвый огонь» (1963), «Солнце раньше взошло» (стихи и поэмы, 1967), «Калиновые зори» (стихи и поэма, 1969), «Признание: Избранное» (1970), «Не сданные высоты» (стихи и поэма, 1972), «На переправе» (стихи и поэмы, 1974), «Лирика» (1975), «Плацдарм» (стихи и поэма, 1978), «Письма из походов» (избранное, 1980), «Вечерняя поверка» (стихи, баллады, поэмы, 1982), «Порог памяти» (стихи, баллады, поэмы, 1983), «Обожжённые вёрсты» (стихи, баллада, поэма, 1986), «Отзвук грома» (1989), «Исповедь любви» (избранное, 1990) и книги очерков «На новых землях» (с П. Богатенковым, 1954). Для детей издал сборник стихов «Встреча с малолетством» (1967), «Каляка-Маляка» (1981), «Стебелёк» (1986), поэму «Сын коммунара» (1973).
Работал переводчиком. Переводил на белорусский язык произведения поэтов народов СССР. Лауреат Литературной премии СП БССР имени А. Кулешова (1985) за сборник «Порог памяти».

### Память
После смерти поэта было организовано несколько выставок.
- Литературное наследие Петра Приходько

На выставке представлены книги белорусского писателя П. Прыходька из фонда центральной районной библиотеки Хотимской РБС.
- С 17 по 28 февраля 2010 года в зале белорусской литературы (пом. 205) проходила книжная выставка «Искренняя песня поэта», посвященная 90-летию со дня рождения Петра Фёдоровича Приходько.

## Издания

### Переводы с Белорусского
- «Хлеб дружбы» (1958)
- «Колосья наливаются» (1968)[1]
- «Солдаты не забывают…» (1977)[2]

### Сборники поэзии
- «Голас сэрца» (1947)
- «Ранак над Эльбай» (1952)
- «Пасля развітання» (1958)[3]
- Вішнёвы агонь (1963)[4]
- «Плацдарм» (1978)[5]
- «Лісты з паходаў» (1980)
- «Парог памяці» (1983)[6]
- «Апаленыя вёрсты» (1986)
- «Водгулле грому» (1989)[7]
- «Споведзь любові» (1990)[8]
- «Каляровыя халады» (1994)[9]
- «Дар князёўны» (2001)[10]
- «Позняя Восень» (2001)[11]
- «Дар князёўны» (2001)[10]
- «Любоў без ростані» (2005)[12]

### Детские сборники
- «Сустрэча з маленствам» (1967)
- «Каляка-маляка» (1981)[13]
- «Бярозавы лісток» (2004)

### Воспоминания
- «Па слядах маланкі» (1991)[14]
- «На хвалях часу» (2005)[15]

## Награды и звания

### Литературные награды
- Лауреат Литературной премии им. А. Кулешова

### Военные награды
- два ордена Красной Звезды
- два ордена Отечественной войны II степени
- медаль «За трудовое отличие» (25.02.1955)